# Hilde Konetzni
Hilde Konetzni (ur. 21 marca 1905 w Wiedniu, zm. 20 kwietnia 1980 tamże) – austriacka śpiewaczka operowa, sopran.

## Życiorys
Siostra śpiewaczki Anny Konetzni. Studiowała w konserwatorium w Wiedniu, następnie uczyła się śpiewu w Pradze u Ludmilly Prohaskiej-Neumann. Debiutowała w 1929 roku w Chemnitz w roli Zyglindy w Walkirii Richarda Wagnera. W latach 1932–1936 występowała w Neues Deutsches Theater w Pradze. W 1936 roku wystąpiła na festiwalu w Salzburgu w roli Donny Elwiry w Don Giovannim W.A. Mozarta. Od 1936 roku związana była z Operą Wiedeńską. Gościnnie występowała w mediolańskiej La Scali, Covent Garden Theatre w Londynie oraz w Stanach Zjednoczonych. Od 1954 roku wykładała w Konserwatorium Wiedeńskim.
Zasłynęła jako odtwórczyni ról w operach Richarda Wagnera i Richarda Straussa.